# 朱应鹿
朱应鹿（1934年—），江苏昆山人，中华人民共和国政治人物、外交官。

## 生平
1954年，毕业于北京外国语学校法文系，进入中华人民共和国外交部工作。1984年8月，任外交部西亚北非司司长。1987年9月，出任中华人民共和国驻突尼斯大使。1990年6月，兼任中华人民共和国驻巴勒斯坦大使。1991年11月，出任中华人民共和国驻埃及大使。1994年2月，出任中华人民共和国驻挪威大使。1998年6月，自驻挪威大使离任。11月正式退休。